# 100 (EP)
100 er den første EP af musikeren Lord Siva. Den udkom den 24. februar 2014 via disco:wax og 3. øje. EP'en indeholder seks sange, sunget af Lord Siva og produceret af Carl Barsk med undtagelse af sangen "Ensom", som Karl William både har skrevet og er featuring artist på.

## Modtagelse
GAFFA's anmelder, Maria Therese Seefeldt Stæhr, skrev i sin anmeldelse af EP'en, at "[...] Siva har med denne ep meldt sig på banen af artister, der ikke er bange for hverken mørket eller det tilbagelænede tempo." Anmelderen mener, at Lord Siva på EP'en 100 viser, at han "formår at vise en del forskellige facetter af sin vokal, og det, at han mestrer både det skarpe og det bløde i sin stemme [...]", men samtidig skriver Maria Therese Seefeldt Stæhr, at "Der er imidlertid ikke det store nyskabende i ep'en som sådan (hverken musikalsk eller tekstligt) [...]" og giver EP'en fire stjerner.

## Spor
Alle sange er skrevet af Lord Siva, medmindre andet er noteret.
| 1.    | "Vippen"                                 |              | 3:17 |
| 2.    | "Venter På Dem" (featuring Karl William) | Karl William | 2:31 |
| 3.    | "100"                                    |              | 3:36 |
| 4.    | "Interlude"                              |              | 1:19 |
| 5.    | "Natten"                                 |              | 3:45 |
| 6.    | "Opad"                                   |              | 2:29 |
| 16:57 |                                          |              |      |